# جورج براي
جورج براي (بالإنجليزية: George Bray)‏ (11 نوفمبر 1918 في المملكة المتحدة - 13 فبراير 2002 في المملكة المتحدة) هو لاعب كرة قدم بريطاني (وحمل سابقاً جنسية المملكة المتحدة لبريطانيا العظمى وأيرلندا) في مركز نصف الجناح. لعب مع نادي بيرنلي.

## وصلات خارجية
- جورج براي على موقع عالم كرة القدم.نت (الإنجليزية)